# Friedrich Wilhelm von Arnim
hrabia Friedrich Wilhelm von Arnim-Boitzenburg (ur. 31 grudnia 1739 w Berlinie, zm. 21 stycznia 1801 w Berlinie), pruski polityk, w okresie od 8 listopada 1786 roku do 1798 najważniejszy pruski minister obok Friedricha Antona von Heynitza.

## Życiorys
Jego ojcem był Abraham Wilhelm von Arnim-Boitzenburg (1713-1761), pruski minister (Staats- und Kriegsminister), a matką hrabina Anna Elisabeth von der Schulenburg (1720-1741), z domu von Beetzdorf.
Von Arnim studiował na uniwersytecie w Getyndze ("Georgiana") od 1759 roku. W 1763 roku został radcą w sądzie berlińskim (Kammergericht). Od 1764 radca i asesor sądu odwoławczego (uckermärkische Obergericht). W tym samym roku poślubił Fredę Antoinette, baronową von Cramm. W roku 1768 został Tajnym Radcą w sądownictwie (Geheime Justizrat). W 1780 złożył swe urzędy w sądzie odwoławczym.
2 października 1786 nowy władca Prus Fryderyk Wilhelm II Hohenzollern nadał mu tytuł hrabiowski, a 8 listopada tego roku uczynił ministrem stanu i wiceprezydentem tzw. "Generaldirektorium" (oficjalna tytulatura: Wirkliche Geheimen Etats-, Kriegs und dirigierende Minister, Vize-Präsident beim Generaldirektorium).
Von Arnim nie był jednak jedynym kierownikiem rządu. Innego najwyższego ministra Friedricha Antona von Heynitza mianował jeszcze w 1777 roku poprzedni władca Fryderyk II Wielki. Von Arnim został także "Oberjägermeisterem" – szefem pruskiego Leśnictwa.
W 1798 roku złożył swe urzędy z powodu złego stanu zdrowia.